# Lingue degli Stati Uniti d'America
Gli Stati Uniti d'America non avevano una lingua ufficiale a livello federale fino al 2025, anche se l'inglese (in particolare l'inglese americano) era di fatto la lingua nazionale, parlata a casa da circa il 80% della popolazione nel 2019. Sono state fatte in diverse occasioni proposte per rendere l'inglese ufficiale a livello nazionale, ma finora (2020) solo in 31 dei 50 Stati dell'Unione la lingua inglese è, da sola o con altre lingue, ufficiale.
Il 18 maggio 2006 il Senato ha approvato una risoluzione, proposta dal repubblicano James Inhofe, con cui si stabilisce che l'inglese è la lingua "comune ed unificatrice degli Stati Uniti". Per entrare in vigore deve però essere approvata anche dalla Camera dei Rappresentanti e dal Presidente, che ha il diritto di veto. L'inglese, nella sua varietà detta inglese americano, è la lingua madre dell'82 % della popolazione ed è parlato, con diversi gradi di abilità, dal 96 % dei residenti negli Stati Uniti.
Lo spagnolo è la seconda lingua maggiormente parlata, con il 13% della popolazione che lo usa abitualmente o saltuariamente. La maggior parte di essi proviene dall'America Latina, in particolare da Porto Rico, dal Messico e da Cuba. Nel Sudovest degli Stati Uniti vi sono comunità in cui lo spagnolo è parlato non solo da immigrati, ma anche da famiglie residenti negli Stati Uniti da varie generazioni. Molti programmi televisivi e radiofonici, giornali e riviste, specialmente in California, Texas, Nuovo Messico e Florida, usano come unica lingua lo spagnolo.

## Stati in cui l'inglese è ufficiale

Stati in cui l'inglese è lingua ufficiale (in blu) o co-ufficiale (blu chiaro).

Di seguito l'elenco degli Stati federati in cui l'inglese è lingua ufficiale, con l'anno in cui è stato approvato il provvedimento legislativo.
- Alabama (1990)
- Alaska (2007)
- Arizona (2006)
- Arkansas (1987)
- California (1986)
- Carolina del Nord (1987)
- Carolina del Sud (1987)
- Colorado (1988)
- Dakota del Nord (1987)
- Dakota del Sud (1995)
- Florida (1988)
- Georgia (1986, 1996)
- Hawaii (1978)
- Idaho (2007)
- Illinois (1969; "americano" 1923-1969)
- Indiana (1984)
- Iowa (2002)
- Kansas (2007)
- Kentucky (1984)
- Massachusetts (2002)
- Mississippi (1987)
- Missouri (1998, legge; 2008, rif. cost.)
- Montana (1995)
- Nebraska (1920)
- New Hampshire (1995)
- Oklahoma (2010)
- Tennessee (1984)
- Utah (2000)
- Virginia (1996)
- Virginia Occidentale (2016)
- Wyoming (1996)

Nello Stato delle Hawaii è ufficiale anche l'hawaiiano, seppure parlato da una ristretta minoranza della popolazione.
Stati che non hanno alcuna lingua ufficiale ma sono de facto bilingui (con prevalenza più o meno netta dell'inglese) sono la Louisiana (inglese e francese), il Maine (inglese e francese), il Nuovo Messico (inglese e spagnolo) e la Pennsylvania (inglese e tedesco/olandese).

## Le lingue più parlate negli Stati Uniti

Stati in cui è maggiormente diffuso, oltre all'inglese, l'uso dello spagnolo (2008).

Percentuale di persone con almeno 5 anni d'età che parlano lo spagnolo in famiglia.

Secondo i dati del censimento del 2000, su 262 milioni di abitanti con almeno 5 anni d'età ben 47 milioni (il 18%) parlavano nell'ambiente familiare una lingua diversa dall'inglese. Sempre considerando gli abitanti con almeno 5 anni d'età il censimento ha fornito i seguenti risultati per le lingue più parlate:
| Lingue          | Censimento  |
| --------------- | ----------- |
| Inglese         | 215 milioni |
| Spagnolo        | 28 milioni  |
| Cinese          | 2,0 milioni |
| Francese        | 1,6 milioni |
| Tedesco         | 1,4 milioni |
| Vietnamita      | 1,2 milioni |
| Italiano        | 1 milione   |
| Coreano         | 890.000     |
| Russo           | 710.000     |
| Polacco         | 670.000     |
| Arabo           | 610.000     |
| Portoghese      | 560.000     |
| Azero           | 503.941     |
| Giapponese      | 480.000     |
| Creolo francese | 450.000     |
| Greco           | 370.000     |
| Hindi           | 320.000     |
| Persiano        | 310.000     |
| Urdu            | 260.000     |
| Armeno          | 240.000     |
| Yiddish         | 148.155     |

## Lingue amerinde
Gli indiani d'America parlano, oltre all'inglese, diverse lingue amerinde indigene, tra le quali la più parlata è il navajo, con 178.000 persone che lo conoscono e lo parlano, sia pure saltuariamente. Altre lingue sono il dakota (18.000), lo yup'ik (16.000), l'apache (12.500), il piman (12.000), il cochtaw (11.000) e il keres (11.000). Nel 2000 sono state censite 176 lingue amerinde, molte delle quali sono parlate da pochissime persone e considerate a rischio di estinzione (52 lingue precedentemente parlate sono già scomparse).